# Hippa pacifica
Hippa pacifica är en kräftdjursart som först beskrevs av James Dwight Dana 1852.  Hippa pacifica ingår i släktet Hippa och familjen Hippidae. Inga underarter finns listade i Catalogue of Life.